# Scania
Scania AB, раніше AB Scania-Vabis (швед. Scania Aktiebolag, укр. Сканія АБ) — найбільший шведський виробник автобусів і вантажних автомобілів, випускає автобуси з 1920 року. Штаб-квартира розташовується в місті Седертельє.

## Власники та керівництво
Найбільші акціонери на жовтень 2011 року: Volkswagen AG (70,94 %), MAN (17,37 %).

## Основні виробники автомобілів і автобусів марки «Scania»

### У Швеції
- Швеція Scania AB. Штаб-квартира розташована у м. Седертельє, лен Стокгольм. Заводи у:
  - м. Седертельє, лен Стокгольм;
  - м. Лулео, лен Норрботтен (Ferruform AG — підрозділ Scania AB);
  - м. Оскарсгамн, лен Кальмар;
  - м. Катрінегольм, лен Седерманланд (автобуси).

### За кордоном
- Мексика Scania De Mexico SA de CV. Штаб-квартира та основні виробничі потужності розташовані у м. Сан-Луїс-Потосі, штат Сан-Луїс-Потосі.
- Аргентина Scania Argentina SA. Штаб-квартира та основні виробничі потужності розташовані у м. Сан-Мігель-де-Тукуман, провінція Тукуман.
- Бразилія Scania Latin America Ltda. Штаб-квартира розташована у м. Сан-Паулу. Заводи у:
  - м. Сан-Паулу;
  - м. Сан-Бернарду-ду-Кампу, штат Сан-Паулу.
- ПАР Scania Trading. Штаб-квартира та основні виробничі потужності розташовані у м. Міттелбург, провінція Мпумаланга.
- Марокко Scania. Штаб-квартира розташована у м. Касабланка.
- Польща Scania Production Slupsk S A. Штаб-квартира та основні виробничі потужності розташовані у м. Слупськ, Поморське воєводство.
- Франція Scania Production Angers Sa. Штаб-квартира та основні виробничі потужності розташовані у м. Анже, департамент Мен і Луара.
- Росія Сканія-Пітер. Штаб-квартира розташована у м. Санкт-Петербург. Завод у с. Шушари, Санкт-Петербург.
- Нідерланди Scania Nederland BV. Штаб-квартира розташована у м. Зволле, провінція Оверейсел. Заводи у:
  - м. Зволле, провінція Оверейсел;
  - м. Меппель, провінція Дренте.
- Фінляндія Lahden Autokori Oy (автобуси). Штаб-квартира та основні виробничі потужності розташовані у м. Лахті, провінція Пяйят-Гяме.

## Діяльність
Scania виробляє вантажні автомобілі, автобуси, суднові й дизельні двигуни. Компанія також поставляє свої шасі багатьом стороннім кузовним підприємствам. Найвдаліше співробітництво у Scania Bus намітилося з іспанською фірмою Irizar.
У 2005 Scania випустила 52 567 вантажівок і 5816 автобусів. Виручка за цей рік склала $ 7,97 млрд, чистий прибуток — $ 587 млн.
У 2004 і 2009 роках вантажні автомобілі Scania серії R удостоювалися престижної міжнародної премії «Вантажівка року».

## Продукція

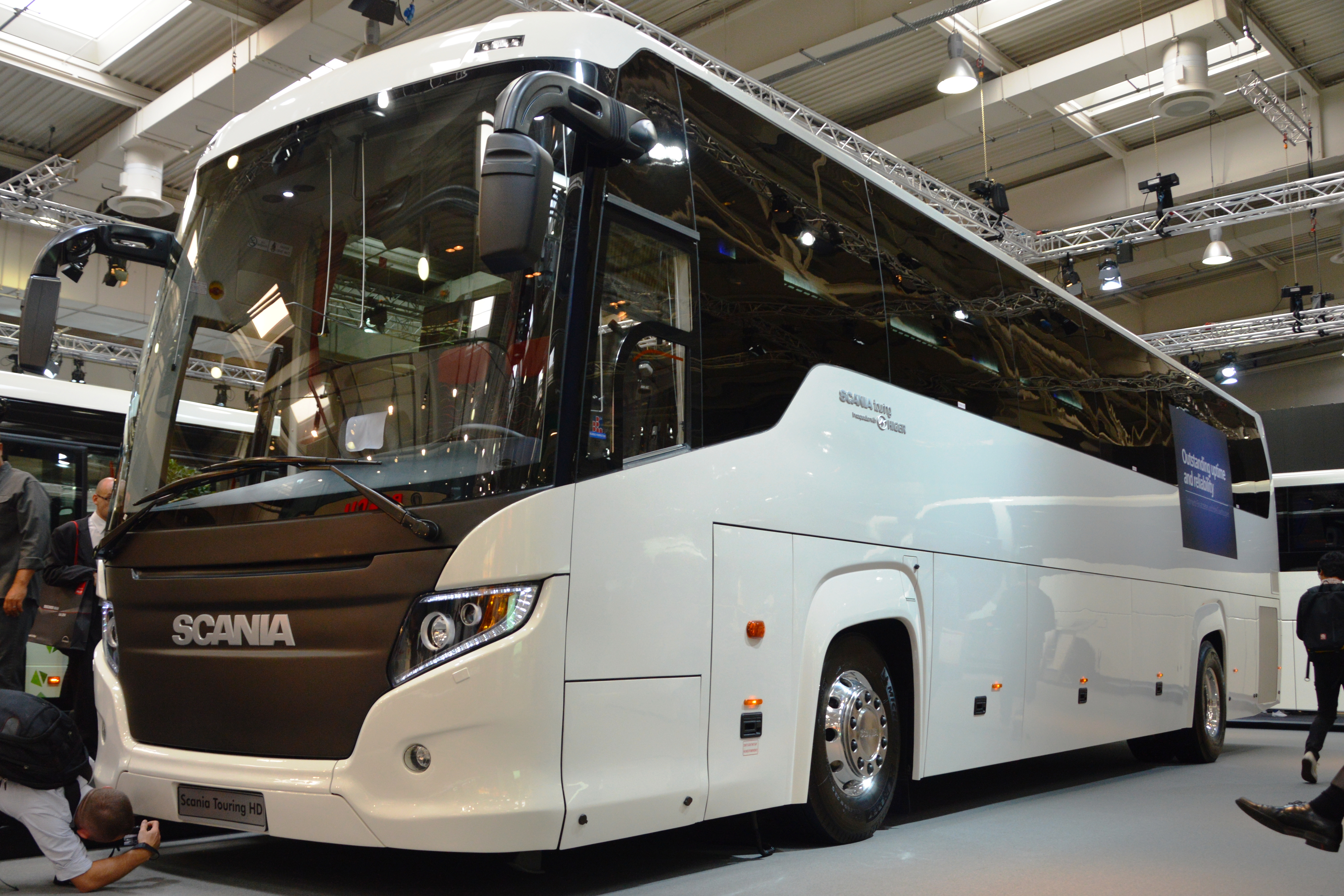
Scania Touring
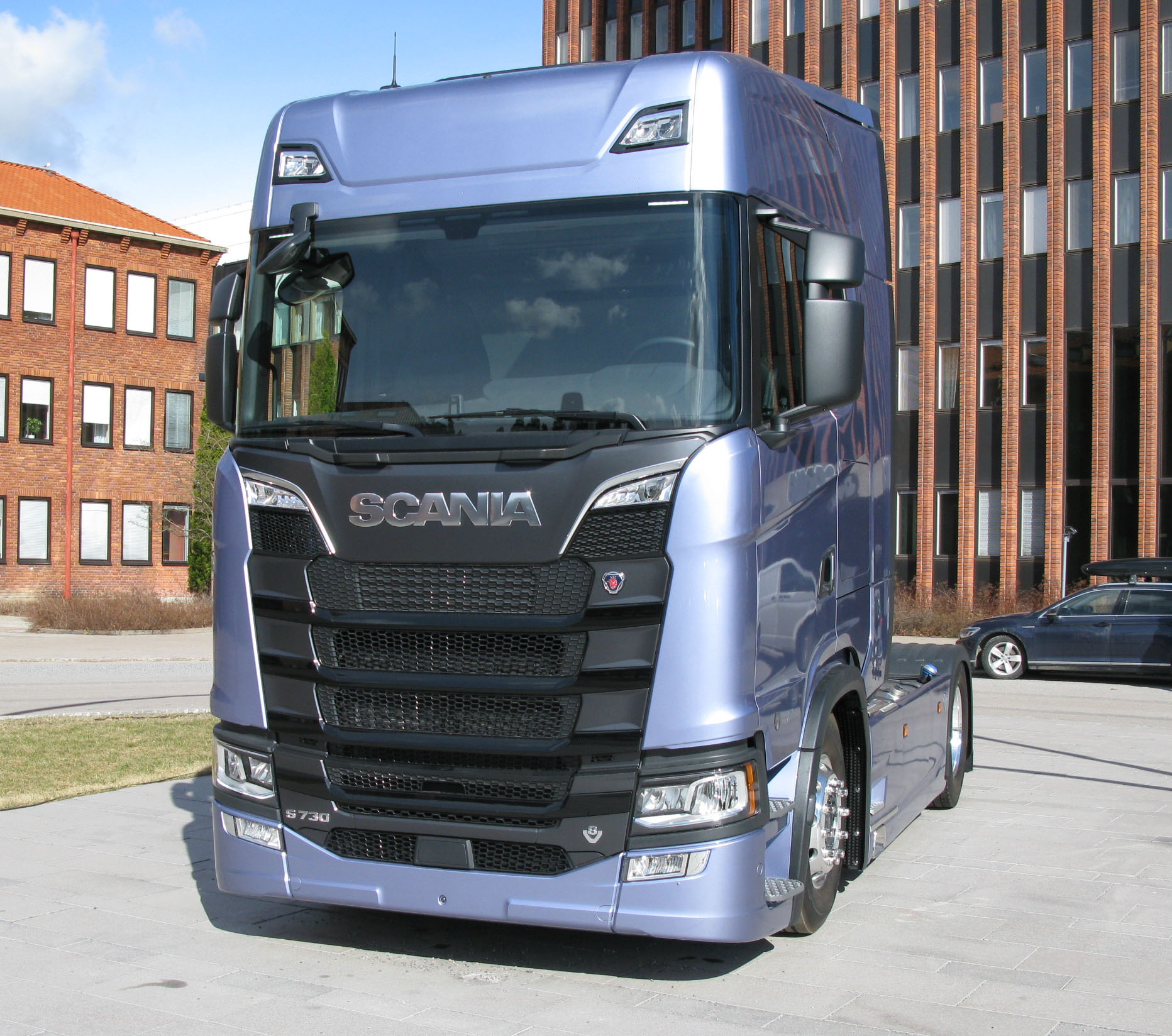
Scania S730
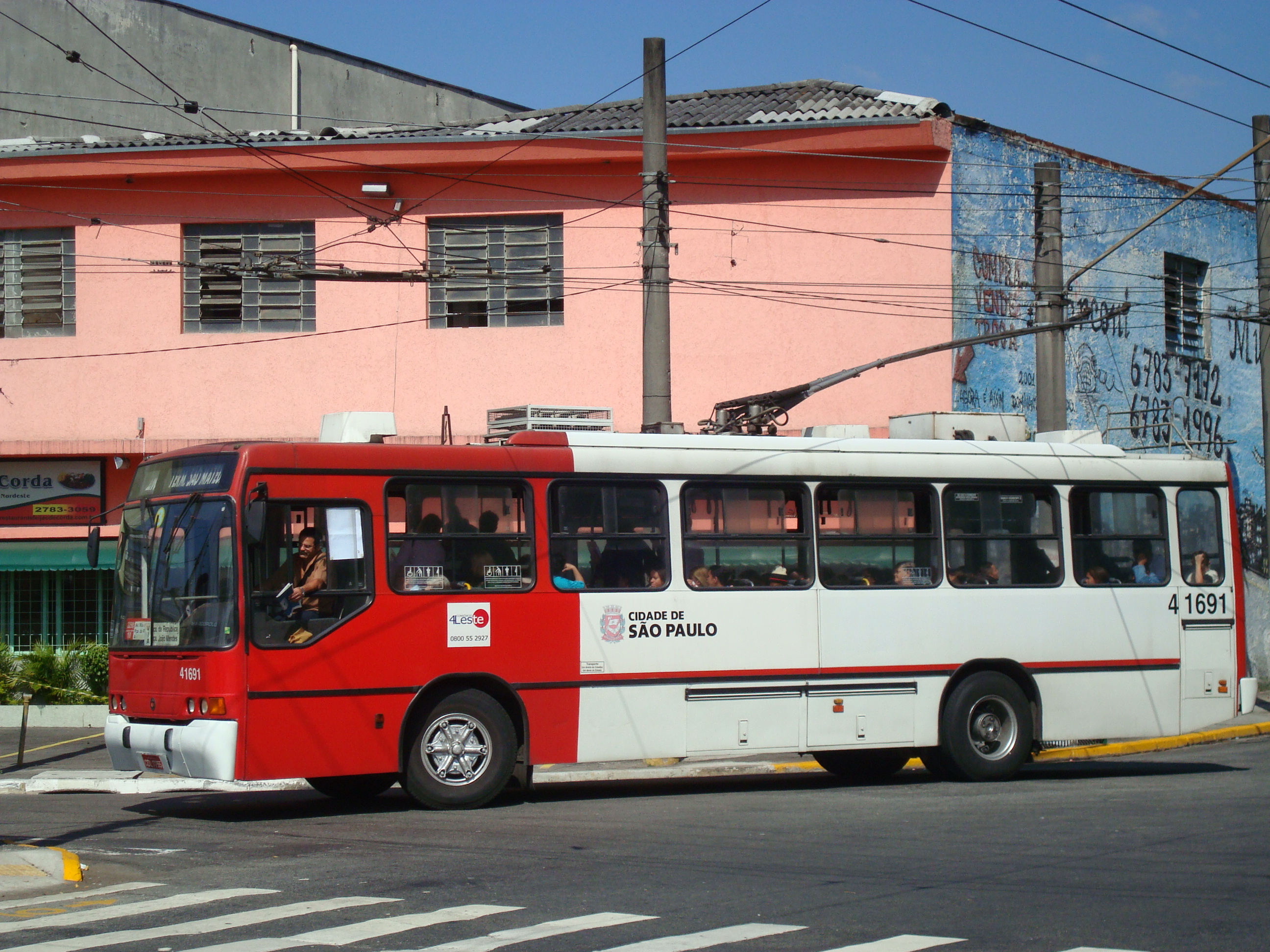

## Вантажні та спецавтомобілі
Scania розробляє, виробляє та продає вантажівки з повною масою транспортного засобу (GVWR) понад 16 тонн (клас 8), призначені для перевезень на далекі відстані, регіонального та місцевого розподілу вантажів, а також для будівельних перевезень.
LB76 з переднім керуванням 1963 року створив репутацію Scania-Vabis за межами Швеції, будучи однією з перших кабін вантажівок, які пройшли всебічне краш-тестування.

### Поточні
Усі поточні вантажівки Scania є частиною лінійки PRT, але продаються як різні серії залежно від загальної висоти кабіни.
- L-серія – випущена в грудні 2017 року. Вона має навіть нижчу кабіну, ніж серія P, і оптимізована для розвезення та інших завдань на короткі відстані.
- P-серія – запущена у серпні 2004 року, типові сфери застосування – це регіональні та місцеві перевезення, будівництво та різні спеціалізовані операції, пов’язані з місцевим транспортом і послугами. Вантажівки серії P мають нові кабіни P, які доступні в кількох варіаціях: односпальна кабіна, простора денна кабіна, коротка кабіна та кабіна екіпажу.
- G-серія – запущена у вересні 2007 року, ця серія пропонує розширений спектр опцій для операторів, які займаються національними далекими перевезеннями та практично всіма типами будівельних робіт. Усі моделі мають кабіну G, і кожна доступна як тягач або жорстка зчіпка. Вантажівка серії G поставляється з п’ятьма варіантами кабіни: з трьома спальними кабінами, денною та короткою кабіною. Є різні конфігурації осей, і в більшості випадків вибір висоти шасі та підвіски
- R-серія – випущена в березні 2004 року яка отримала престижну нагороду Вантажівка року у 2005 та знову у 2010 році[2]. Асортимент пропонує різні варіанти вантажівок, оптимізованих для далеких перевезень. Усі моделі мають кабіну Scania R, і кожен транспортний засіб доступний як тягач або шасі. Є різні конфігурації осей і вибір висоти шасі та підвіски. Scania R 730 є найпотужнішим варіантом R-серії. Її 16,4-літровий DC16 Turbo Diesel двигун V8 видає 730 к.с. (540 кВт; 720 к.с.) при 1900 об/хв і 3500 Н⋅м (2600 фунт⋅фут) крутного моменту при 1000–1350 об/хв.
- Серія S – представлена в серпні 2016 року. Це найвища кабіна, яку Scania коли-небудь створювала. Вона має абсолютно рівну підлогу та низьке ліжко, яке можна розкласти до 100 см (приблизно 3,28 фута).